# Aldaris (bier)
Aldaris is een Lets biermerk. Het bier wordt gebrouwen in Brouwerij Aldaris in Riga. 

## Varianten
- Gaišais, blond bier met een alcoholpercentage van 5%
- Pilzenes, blond bier, type pils, met een alcoholpercentage van 4,2%
- Saimnieku, bruin bier met een alcoholpercentage van 4,2%
- Dūmaku, blond ongefilterd bier met een alcoholpercentage van 5,2%
- Luksus, blond bier met een alcoholpercentage van 5,2%
- Luksus Nefiltrētais, blond ongefilterd bier met een alcoholpercentage van 5,2%
- Porteris, donkerbruin bier, type Baltische porter, met een alcoholpercentage van 6,8%
- Porteris Ekskluzīvais, donkerbruin bier met een alcoholpercentage van 6,8%, eenmalig gebrouwen in 2012 en 12 maanden gerijpt
- Bezalkoholiskais, blond alcoholarm bier met een alcoholpercentage van 0,5%